# Bellicourt amerikai katonai emlékmű
A Bellicourt amerikai katonai emlékmű  (Bellicourt American Monument) egy első világháborús emlékmű a franciaországi Saint-Quentintől  nagyjából 13 kilométerre északra, Bellicourt és Bony között félúton.

## Az emlékmű
Az emlékmű egy csatornaalagút felett áll, amelyet még I. Napóleon francia császár építtetett. Az előtt a 90 ezer amerikai katona előtt tiszteleg, aki együtt küzdött a brit expedíciós és a francia sereggel a németek ellen. Az emlékmű homlokzatának közepén egy sas, alatta az Amerikai Egyesült Államok címere, tőle jobbra egy ülő férfi-, balra egy térdelő nőalak látható. Hátsó oldalára térképet véstek, amelyen az amerikai hadmozdulatokat tüntették fel. Az emlékműhöz lépcsősor vezet fel.

## Történelmi háttér
A Saint-Quentin csatornaalagút Bellicourt és Bony alatt húzódik, 1918-ban része volt a Hindenburg-vonalnak. Az amerikai 27. és a 30. hadosztály szeptember 24-25-én indult támadásba a területen. Mindkét alakulat heves harcokat vívott, és sok katonát veszített. Az általuk indított támadást az ausztrál csapatok folytatták. A két hadosztályt szeptember 30-án Bellicourt közelében, Bonytól nyugatra váltották fel. Az amerikai hősi halottakat a Somme amerikai katonai temetőben hantolták el.

## Média
- Felvétel az emlékmű 1937-es felavatásáról